# 闇夜のヘヴィ・ロック
闇夜のヘヴィ･ロック（やみよのヘヴィ･ロック、原題:Toys in the Attic）は、アメリカのロックバンド、エアロスミスの3rdアルバム、及びそれに収録されている楽曲のタイトルである。1975年4月発売。日本の発売元は、ソニー・ミュージックレコーズ。

## 解説
エアロスミス初の全米トップ40入り（最高11位）を果たし、「Walk This Way (ウォーク・ディス・ウェイ)」や「Sweet Emotion (スウィート・エモーション)」等、ライブでの重要曲も多い。
『ローリングストーン誌が選ぶオールタイム・ベストアルバム500』に於いて229位に。『ローリング・ストーンの選ぶオールタイム・グレイテスト・ソング500』に於いても、収録曲「Walk This Way (ウォーク・ディス・ウェイ)」が336位、「Sweet Emotion (スウィート・エモーション)」は416位にランクイン。
また、後の1986年に、Run-D.M.C.が｢ウォーク・ディス・ウェイ｣をカヴァーし、スティーヴン・タイラーとジョー・ペリーも参加した。この出来事が1980年代後半からのエアロスミス第二次黄金期を築くきっかけとなった。
2021年11月、アメリカレコード協会により、本作品が9Xプラチナ・ディスクに、また本作品に収録されている「スウィート・エモーション」が3Xプラチナ、「ウォーク・ディス・ウェイ」はプラチナに認定された。

## 収録曲
邦題は2004年再発時のもの。
1. Toys in the Attic (闇夜のヘヴィ・ロック)(3:06)
Words/Music:Steven Tyler, Joe Perry
2. Uncle Salty (ソルティおじさん)(4:10)
Words/Music:Tyler, Tom Hamilton
3. Adam's Apple (アダムのリンゴ)(4:34)
Words/Music:Tyler
4. Walk This Way (ウォーク・ディス・ウェイ)(3:40)
Words/Music:Tyler, Perry
5. Big Ten Inch Record (ビッグ10インチ・レコード)(2:14)
Words/Music:Fred Weismantel
6. Sweet Emotion (スウィート・エモーション)(4:34)
Words/Music:Tyler, Hamilton
7. No More No More (戻れない)(4:34)
Words/Music:Tyler, Perry
8. Round and Round (虚空に切り離されて)(5:05)
Words/Music:Tyler, Brad Whitford
9. You See Me Crying (僕を泣かせないで)(5:12)
Words/Music:Tyler, Darren Solomon

## 参加ミュージシャン
- スティーヴン・タイラー - ボーカル、アコースティック・ギター、ハーモニカ、ピアノ、キーボード
- ジョー・ペリー - ギター、スライドギター
- ブラッド・ウィットフォード - ギター
- トム・ハミルトン - ベース
- ジョーイ・クレイマー - ドラムス、パーカッション